# Biote
Pour les articles homonymes, voir Biota (homonymie).
En écologie, un biote ou biota [du grec βίος, vie] est l’ensemble des organismes vivants (flore, faune et champignons ainsi que les microorganismes tels que bactéries, levures, microchampignons…) présents dans un habitat (naturel, semi-naturel) ou biotope particulier, ou un lieu ou une région précise.